# Clavatula martensi
Clavatula martensi é uma espécie de gastrópode do gênero Clavatula, pertencente a família Clavatulidae.